# Gliese 876
Gliese 876 är en röd dvärg i stjärnbilden Vattumannen. Den har variabelnamnet IL Aquarii. Stjärnan är mindre än solen och uppskattas ha en massa på 32 % av solens. men har minst två planeter som är låsta i en 2:1-resonans och en mindre stenig planet. Den är en av de få kända röda dvärgar med exoplaneter, en annan är Gliese 436.

## Planeter
Gliese 876 d
Juni 2005 tillkännagav det National Science Foundation upptäckten av den dittills mest jordliknande exoplaneten, Gliese 876 d